# La matança de Texas 4
La matança de Texas 4 (títol original: The Return of the Texas Chainsaw Massacre) és una pel·lícula de terror  estatunidenca de Kim Henkel estrenada l'any 1994. Aquest film és el quart lliurament de la sèrie dels films  La matança de Texas creada per Tobe Hooper. Ha estat doblada al català.

## Argument
Un grup de joves adolescents, tornant de la seva tarda de promoció de fi d'estudis, es troben perduts en ple Texas després
d'un accident de cotxe al bosc, i el conductor del segon cotxe ha mort. Marxen a buscar ajuda però atreuen ràpidament la cobdícia de la família caníbal Sawyer i és així com la seva nit de ball es transformarà en un autèntic malson.

## Repartiment
- Renée Zellweger: Jenny
- Matthew McConaughey: Vilmer
- Robert Jacks: Leatherface
- Tonie Perensky: Darla
- Joe Stevens: W.E
- Lisa Marie Newmyer: Heather
- John Harrison: Sean
- Marilyn Burns: Sally Hardesty (no surt als crèdits)

## Sobre la pel·lícula
- El film es dirigit per Kim Henkel, el guionista i productor dels dos primers films. Es va associar amb Tobe Hooper en tots els projectes en relació amb el film original.
- Marilyn Burns fa una aparició al final del film sempre amb el paper de Sally Hardesty com a pacient en un hospital o al film precedent, és diu que Sally hi havia mort l'any 1977.[3]
- Es pot igualment veure altres dos actors del primer film que són Paul A. Partain que feia de Franklin Hardesty i John Dugan que feia d'avi.[3]
- Robert Jacks interpreta Leatherface després de Gunnar Hansen, Bill Johnson, R.A. Mihailoff i Kane Hodder (especialista en el 3r lliurament).